# Аверьянов, Сергей Витальевич
Аверья́нов Серге́й Вита́льевич (род. 30 августа 1970 г., г. Белорецк, БАССР, РСФСР) — российский учёный и клиницист, врач высшей квалификационной категории по специальности «Ортодонтия». Доктор медицинских наук, профессор, заведующий кафедрой ортопедической стоматологии Башкирского государственного медицинского университета. Заслуженный врач Российской Федерации (2023), Заслуженный врач Республики Башкортостан (2015), член правления Профессионального общества ортодонтов России, эксперт Стоматологической ассоциации стоматологов Российской Федерации, эксперт Росздравнадзора по Республике Башкортостан, член Евроазиатской ассоциации ортодонтов, награжден Стоматологической ассоциацией России медалью «Отличник стоматологии», орденом «За заслуги перед стоматологией» I степени, почетным званием «Заслуженный стоматолог», отличник здравоохранения Российской Федерации, Почетной грамотой Государственного Собрания — Курултая Республики Башкортостан.

## Биография
Сергей Витальевич Аверьянов родился 30 августа 1970 года в г. Белорецк Башкирской АССР. С 1977 года по 1986 годы обучался в Средней школе № 1 г. Межгорье, БАССР. В 1986 году поступил в Фельдшерское отделение Белорецкого медицинского училища, которое окончил с отличием в 1989 году. Трудовой медицинский опыт начал в должности фельдшера СПТУ № 25 г. Белорецк, проработав с февраля по август 1989 года.
В 1989 году поступил в Башкирский государственный медицинский институт имени 15-летия ВЛКСМ на специальность «Стоматология», окончив его в 1994 году с отличием. После успешного окончания специалитета продолжил обучение в интернатуре по специальности «Стоматология» (1994—1995) и в ординатуре по специальности «Ортодонтия» (1995—1997). С 1997 по 2001 год работал в Детской стоматологической поликлинике № 3 города Уфа.
В 1998 году защитил кандидатскую диссертацию, с 1999 по 2010 годы работал доцентом кафедры стоматологии детского возраста Башкирского государственного медицинского университета, в 2001 году получил звание доцента. С 2001 года и по настоящее время работает врачом стоматологом-ортодонтом в Клинической стоматологической поликлинике Башкирского государственного медицинского университета.
В 2010 защитил докторскую диссертацию, с 2011 года по 2015 год работал профессором кафедры стоматологии детского возраста и ортодонтии БГМУ, а с 2015 по 2017 год — профессором кафедры стоматологии общей практики БГМУ. С 2017 года является заведующим кафедрой ортопедической стоматологии БГМУ. Член Учёного совета Башкирского государственного медицинского университета, член диссертационного совета Башкирского государственного медицинского университета.

## Деятельность учёного, клинициста и педагога
Аверьянов Сергей Витальевич в 1998 году защитил кандидатскую диссертацию на тему «Обоснование профилактики стоматологических заболеваний у детей, проживающих в регионе с развитой нефтехимической промышленностью Республики Башкортостан», в 2010 году защитил докторскую диссертацию на тему «Концепция этиологии, патогенеза и профилактики зубочелюстных аномалий у детского населения, проживающего в зоне экологического неблагополучия».
Основные направления научных исследований С. В. Аверьянова — создание и внедрение новых методов диагностики, лечения и профилактики в области ортодонтии, стоматологии детского возраста, терапевтической и ортопедической стоматологии.
Аверьянов С. В. вносит значительный вклад в развитие ортодонтической службы в Республике Башкортостан, в том числе в подготовку высококвалифицированных врачей-стоматологов, является наставником в подготовке молодых специалистов. Под его руководством ежегодно проходят обучение обучающиеся по направлениям «Ортодонтия», «Стоматология детская» (уровень подготовки кадров высшей квалификации), по направлению аспирантуры («Клиническая медицина»), врачи-стоматологи на циклах повышения квалификации, профессиональной переподготовки, а также на циклах непрерывного медицинского образования.
Аверьянов С. В. является автором Национального руководства «Детская терапевтическая стоматология», Национального руководства «Ортодонтия», учебно-методических пособий, из них 2 с грифом УМО МЗ РФ, 14 патентов на изобретение по научной специальности 3.1.7 — «Стоматология». Индекс Хирша — 16.
В 2015 году им проведены совместные мастер-классы по миофункциональному лечению зубочелюстных аномалий и дисфункций височно-нижнечелюстного сустава с доктором Нильсом Халсинком (Голландия). За последние 3 года им организовано 17 научно-практических семинаров, симпозиумов и мастер-классов для врачей-стоматологов практического здравоохранения. Под руководством Аверьянова С. В. защищены 5 диссертаций на соискание ученой степени кандидата медицинских наук.

## Научные работы
Профессором Аверьяновым С. В. опубликовано более 700 научно-учебных работ, в том числе индексируемых в ВАК, Scopus, Web of Science, получено 14 патентов Российской Федерации на изобретения.
Наиболее известные труды Аверьянова С. В.:
1. Детская терапевтическая стоматология. Национальное руководство / С. В. Аверьянов, О. Г. Авраамова, Г. Г. Акатьева [и др.]. — Москва: Общество с ограниченной ответственностью Издательская группа «ГЭОТАР-Медиа», 2017. — 952 с.
2. Ортодонтия. Национальное руководство / М. Я. Абрамова, С. В. Аверьянов, А. В. Алимова [и др.]. — Москва: Общество с ограниченной ответственностью Издательская группа «ГЭОТАР-Медиа», 2020. — 376 с. — (Национальные руководства; 2; Лечение зубочелюстных аномалий). — DOI 10.33029/9704-5409-1-2-ONRD-2020-1-376.
3. Изменения структуры зачатков зубов лабораторных животных при воздействии экотоксикантов / С. В. Аверьянов, С. В. Чуйкин, Л. А. Мусина // Здоровье и образование в XXI веке. 2009. № 1.
4. Терапия травматических поражений слизистой оболочки полости рта при ортодонтическом лечении // К. А. Хайрзаманова, С. В. Аверьянов, Д. А. Трунин, М. А. Постников, Г. В. Степанов; ФГБОУ ВО БГМУ Минздрава России, ФГБОУ ВО СамГМУ Минздрава России. — Самара: ООО "Издательско-полиграфический комплекс «Право» Самара. 2021.- 108с.

## Признание
- Указом Президента Российской Федерации 27 марта 2023 года вручена государственная награда Российской Федерации «Заслуженный врач Российской Федерации»[9].
- Президентом Стоматологической Ассоциации России 22 сентября 2020 года вручено почетное звание «Заслуженный стоматолог»[10].
- Орден «За заслуги перед стоматологией» I степени от 26 сентября 2017 года, врученный Стоматологической Ассоциацией России[11].
- Постановлением Президиума Государственного собрания — Курултая Республики Башкортостана от 29 сентября 2017 года вручена почетная грамота за значительный вклад в развитие здравоохранения Республики Башкортостан и активную общественную деятельность.
- 13 мая 2015 года Главой Республики Башкортостан вручена награда «Заслуженный врач Республики Башкортостан».
- Награжден 21 апреля 2015 года Стоматологической ассоциацией России медалью «Отличник стоматологии».
- Решением Президиума Российской Академии Естествознания присвоено 20 июля 2011 года почетное звание «Заслуженный деятель науки и образования» и вручена медаль имени В. И. Вернадского за успехи в развитии отечественной науки.
- 28 мая 2007 года вручена награда Минздравсоцразвития России «Отличник здравоохранения Российской Федерации».
- За успехи в труде и плодотворную работу неоднократно поощрялся грамотами Башкирского государственного медицинского университета и Министерства Здравоохранения Республики Башкортостан.